# Croton floribundus
Croton floribundus là một loài thực vật có hoa trong họ Đại kích. Loài này được Spreng. mô tả khoa học đầu tiên năm 1826.